# 塩田町 (長野県)
塩田町（しおだまち）は1956年5月1日から1970年3月31日まで長野県小県郡にあった町。
1970年4月1日に上田市に編入合併されて消滅した。塩田町役場は上田市役所塩田支所を経て上田市役所本庁管轄の塩田自治センターとして存続している。

## 歴史
- 現在も前山寺をはじめ、塩田流北条氏ゆかりの多くの古刹があるため「信州の鎌倉」とよばれている。
- 1956年（昭和31年）5月1日 - 西塩田村・別所村・東塩田村・中塩田村が合併して塩田町が発足。町役場は旧中塩田村役場に置かれる。
- 1970年（昭和45年）4月1日 - 上田市に編入。同日塩田町廃止。町役場は上田市役所塩田支所となる。

## 1970年3月31日時点で塩田町に存在していた教育機関

### 大学
- 本州大学〔現：長野大学〕
- 本州女子短期大学〔現：上田女子短期大学〕

### 小中学校（すべて塩田町立）
- 塩田中学校
- 富士山小学校
- 東塩田小学校
- 中塩田小学校
- 西塩田小学校
- 別所小学校

### 鉄道
- 上田交通〔現：上田電鉄〕 別所線
  - （上田市） - 本州大学前駅〔現：大学前駅〕 - 下之郷駅　- 中塩田駅 - 塩田町駅 - 中野駅 - 舞田駅 - 八木沢駅 - 別所温泉駅